# The Killing of Georgie (Part I & II)
The Killing of Georgie (Part I and II) is een single van Rod Stewart. Het nummer is afkomstig van zijn album A night on the town.
Stewart schreef het lied naar aanleiding van de dood van een homoseksuele vriend “Georgie”. De zanger vertelt over het bittere leven. Allereerst bij het uit de kast komen, waarbij hij door zijn vader wordt verbannen. Vervolgens trekt Georgie naar New York en wordt daar populair. Als zanger en Georgie elkaar ontmoeten in 1975 is Georgie verliefd en gelukkig. Een lang leven is hem niet gegund, hij wordt tijdens een wandeling huiswaarts vermoord door een gang uit New Jersey. Stewart lichtte het nummer later toe met de mededeling dat Georgie stond voor een vriend, die ook inderdaad vermoord werd. Hij constateerde ook dat hij gedurende die tijd omringd was door homo’s, zoals ook zijn promotor en manager.

## Hitnotering
De single stond 10 weken in de Billboard Hot 100 met de 30e plaats als hoogste notering. In het Verenigd Koninkrijk was een tweede plaats voor hem weggelegd in 10 weken tijd. Hij haalde de eerste plaats niet vanwege ABBA’s "Dancing Queen", later een popicoon binnen de homowereld. In België was er geen hitnotering weggelegd.

### Nederlandse Top 40
| Positie: | 31 | 26 | 24 | 29 | 35 | 38 | uit |

### NederlandseDaverende 30
| Positie: | 29 | 25 | 25 | uit |

### NPO Radio 2 Top 2000
The Killing of Georgie stond alleen in 2006 in de NPO Radio 2 Top 2000, op plek 1919.